# Delphinium lithophilum
Delphinium lithophilum är en ranunkelväxtart som beskrevs av Dieter Podlech. Delphinium lithophilum ingår i släktet storriddarsporrar, och familjen ranunkelväxter. Inga underarter finns listade i Catalogue of Life.